# ソクラテス以前の哲学者
ソクラテス以前の哲学者（ソクラテスいぜんのてつがくしゃ、独: Vorsokratiker、英: pre-Socratic philosopher） は、西洋哲学の祖とされるソクラテスが活動する以前、すなわち紀元前7世紀から紀元前5世紀にかけての古代ギリシアで活動した思想家たちの、哲学史上の便宜的な総称である。日本語の「以前」には、基準となる時点を含む場合と含まない場合があるが、この場合は含まない。前ソクラテス期の哲学者、初期ギリシア哲学者、フォアゾクラティカーなどともいう。

## 概要

### 代表的人物

古代ギリシアの植民地

- タレスなどのミレトス学派、自然哲学者
- ヘラクレイトス
- パルメニデスなどのエレア派
- ピタゴラス
- デモクリトスなどの原子論者
- プロタゴラスなどのソフィスト

### 活動期と地域
活動期としては、紀元前7世紀末から紀元前5世紀までのおよそ2世紀に渡る。
地域としては、ギリシア（ペロポネソス半島・エーゲ海諸島）だけでなく、地中海北東部沿岸の植民都市、イオニア（現在のトルコ、アナトリア半島西岸）からマグナ・グラエキア（イタリア半島南部）に及ぶ。
バルカン半島の南端ヘラスの地に南下してきたドーリス族によって、この地に先住していたアカイア族が押し出され、エーゲ海の対岸のイオニアや、マグナ・グラエキアに移住していき、その地で初期のギリシア文化が形成された。前5世紀になってペルシア戦争のためにイオニア地方が衰微し、フェニキア系カルタゴとの小競り合いによってマグナ・グラエキアに不安が広がり、ギリシャ人世界の中心がギリシャ本土に移るまでは、イオニアやマグナ・グラエキアがギリシャ文化の先進地帯であったからである。

## 思想
彼らの思想はいずれも難解をもって知られる。これは以下の理由による。
彼らの思想内容を直接知ることが困難である。
彼らのほとんどが膨大な量のテキストを書いたと推測されるが、直接伝わっているものは一つも無い。現在存在するテキストの全てはそれらの部分部分、また後世の哲学者や歴史家によって引用された断片である。したがってそれらのテキストの精確な文脈は推測によって補うほかない。
ピタゴラスのようにその発言が一切伝わっていない思想家すらいる。
彼らの伝記も細部は不詳であり、その関連を精確に跡付けることが難しい。
彼らのまとまった伝記が同時代にあったわけではなく、現在利用可能な資料は後世の人の記述である。それらは断片的でまた時には相互に矛盾している。たとえば、タレスはしばしば最初の哲学者と呼ばれ、その弟子にアナクシマンドロスがいるとされるが、研究者のなかにはアナクシマンドロスがタレスに先行すると考える者もいる。
他の思想家の言説との関係や、属していた文化や社会との関係が不明であるということは、それぞれの言述内容の解釈にあいまいさを残す要因となりえる。
表現の形式が難解である。
プラトン以前のギリシアの思想家たちは、みな散文によってでなく詩の形式を用いた。表現は短く凝縮されていて、そこから多様な解釈が可能になる。また彼らの多くは、それまで問題にされたことのない事柄について語ったため、新しい概念の枠組みを自ら発明しなければならなかった。
既存の思想を準拠枠として彼らが使わない、使いえないことで、彼らが何を語っているかを読み解くにはしばしば大きな困難が生じる。

## 彼らが確立したもの
ソクラテス以前の哲学者の多くは、自然と宇宙を自ら思索の対象とした。そのため彼らの思想は宇宙論あるいは自然学としばしば呼ばれる。彼らは外界の現象について、それまでの擬人的な神話による説明を排除し、より一般化された非擬人的な説明を求めた。たとえば雷はゼウスが怒り雷撃を投げているのではなく、雨雲が空気の裂け目を生じその裂け目から嵐が吹き出し光がみえているのだと説明される。
この姿勢は盲信的な宗教から離れ哲学、さらには科学へ至る考え方の転換点として、世界史的にも画期的であった。
彼らが説明を試みようとしたものには、
- すべてのものはどこからくるのか?（アルケー（事物のはじめ）は何か?）
- すべてのものは何から作られているのか?
- 自然の中にあるものが多く存在するとはどういう事か?
- なぜ数というひとつのものでそれらを説明できるのか?

などがある。
イオニアの自然哲学は宇宙生成論（宇宙はなにから生じるのか）から出発し、次第に身の回りの現象を説明する方向へと向かった。個々の現象についてなぜそのような現象が生起するのかが問われ、さらにそのような現象すべてを統御する原理が求められた。「ロゴス」と呼ばれたその統制原理は、火や数という具体的なもののなかに求められた。ここから数の性質を問い、派生的な諸概念、たとえば無限についての探求が行われた。
また自然現象への問いは、宇宙の究極的構成原理としての原子を仮定し、原子の機械論的運動で世界を描像する原子論にゆきついた。こうした原理への問いはまた、既存の社会、都市国家のありようを反省し、そこでのふるまいを慣習によってではなく論理によって再び規定しようとするソフィストたちの登場にもつながっていく。あるいはまた、アナクサゴラスのように擬人的な神の描写に対する懐疑と拒否にもつながっていった。
彼らの提案した現象記述は、観察にもとづくとはいえ思弁的であり、後世の自然科学からは否定される。後世の学者たちは、ソクラテス以前の哲学者たちが提示した答えのほとんどを真実とは受け取らなかったが、彼らが答えを求めようとした質問、さらに問いを立て探求するという態度はそのまま受け継がれた。
しかし、近代に入っての多くの自然科学上の発見によって、原子論のようにその論理が再評価されたものもある。

## 研究

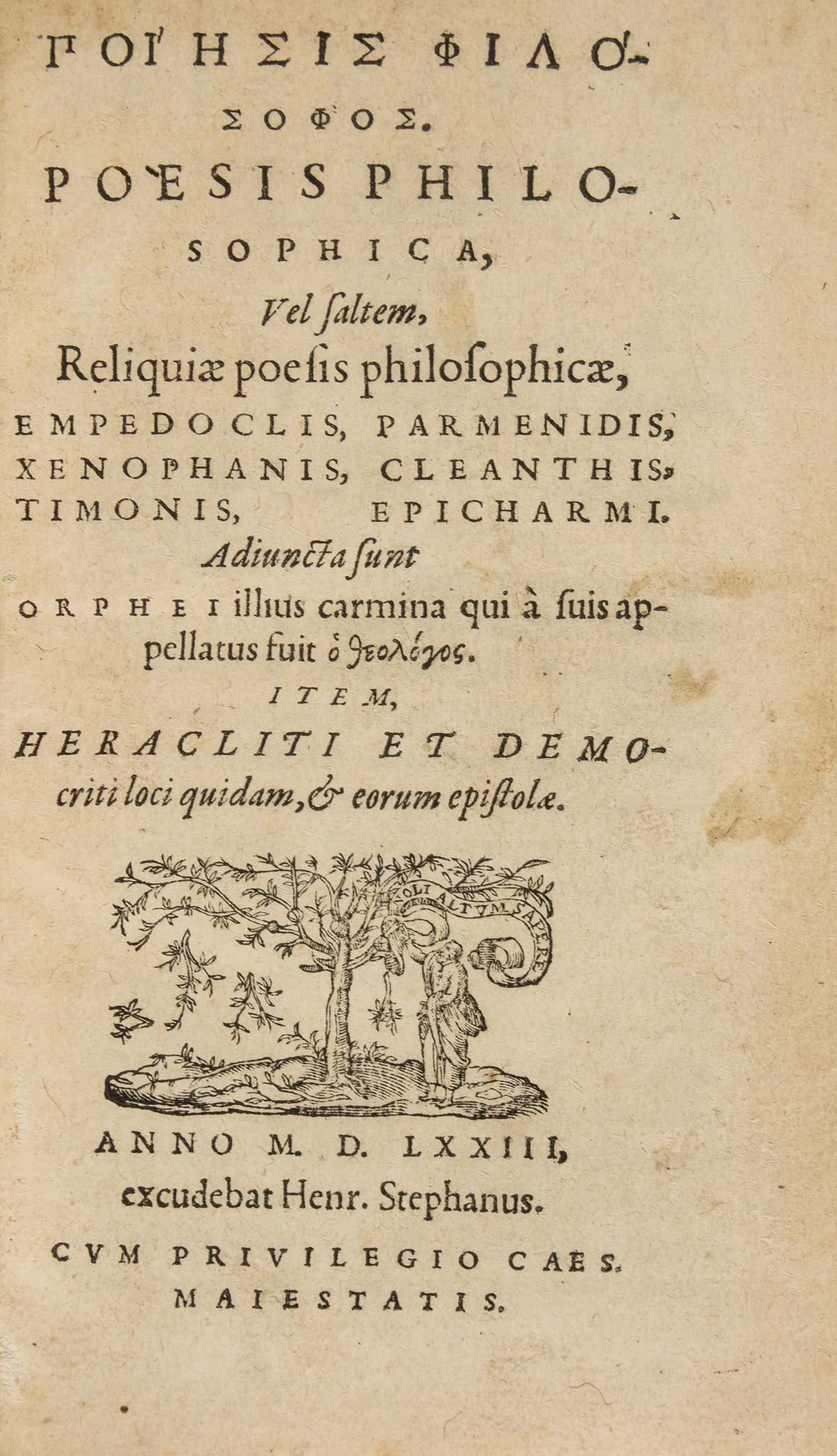
ステファヌス刊『哲学詩集』

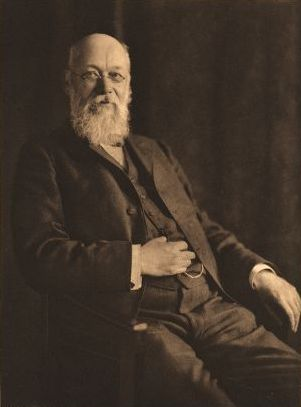
ディールス

1573年、ヘンリクス・ステファヌス（プラトン全集の出版者として知られる）は、友人のヨセフス・スカリゲルと協力して、エンペドクレス等の断片をまとめた『哲学詩集』（Poesis philosophica）を出版した。
18世紀後半、ドイツの哲学者エーベルハルトは、ソクラテスを知るためにはソクラテス以前の哲学者を知る必要があると唱えた。
20世紀初頭、ドイツの古典文献学者ディールスは『ソクラテス以前哲学者断片集』を刊行し、研究の土台を作った。のちにはクランツがこの作業を受け継ぎ、1952年に最終版を刊行した。この断片集は、ソクラテス以前の哲学者についての言及の断片、および彼らに帰せられる著作の断片を収録したものである。現在、ソクラテス以前の断片を参照する際には、このディールス=クランツによる断片集の整理番号（略称DK, Diels–Kranz numbering）を用いるのが普通である。例: ヘラクレイトスの「万物は流転する」はDK22A6。
ただし、DKの不備の補足や、新出文献の発見（例えばエンペドクレスのストラスブール・パピルス）を理由に、DKに代わる新断片集も刊行されている。その代表例として、2016年刊行のLM（ラクス＝モスト）がある。
近現代の哲学者でとくにソクラテス以前に注目する哲学者には、マルティン・ハイデッガー、古典文献学者でもあったニーチェなどがいる。

## 関連文献

### 断片集
全訳
- 内山勝利ほか訳『ソクラテス以前哲学者断片集』全6冊、岩波書店、1996年

抄訳
- 日下部吉信編訳『初期ギリシア自然哲学者断片集』全3冊、筑摩書房〈ちくま学芸文庫〉、2000-2001年

第1巻 タレス、アナクシマンドロス、アナクシメネス、ピュタゴラス、クセノパネス、ヘラクレイトス、パルメニデス、ゼノン、メリッソス
第2巻 エンペドクレス、ピロラオス、アルキュタス、アナクサゴラス
第3巻 レウキッポス、デモクリトス

### 解説書
- 廣川洋一『ソクラテス以前の哲学者 初期ギリシアにおける宇宙自然と人間の探究』講談社 1987年／講談社学術文庫、1997年
- F. M.コーンフォード著、山田道夫訳『ソクラテス以前以後』岩波書店〈岩波文庫〉、1995年
- G.S.カーク（英語版）ほか著、内山勝利ほか訳注『ソクラテス以前の哲学者たち』京都大学学術出版会、2006年
- 内山勝利編『哲学の歴史〈第1巻〉哲学誕生 古代1』中央公論新社、2008年
- 神崎繁・熊野純彦・鈴木泉共編『西洋哲学史 １ 「ある」の衝撃からはじまる』講談社〈講談社選書メチエ〉、2011年。ISBN 978-4-06-258514-9
- マルコム・スコフィールド（英語版）著、山田道夫訳 著「ソクラテス以前の哲学者たち」、デイヴィッド・セドレー（英語版） 編『古代ギリシア・ローマの哲学 ケンブリッジ・コンパニオン』京都大学学術出版会、2009年。ISBN 9784876987863。
- ジル・クレイ著、西尾浩二訳 著「古代哲学の遺産」、デイヴィッド・セドレー（英語版） 編『古代ギリシア・ローマの哲学 ケンブリッジ・コンパニオン』京都大学学術出版会、2009年。ISBN 9784876987863。
- 納富信留「第Ⅱ部 初期ギリシア哲学」『ギリシア哲学史』筑摩書房、2021年。ISBN 978-4-480-84752-2。